# Bósnia e Herzegovina nos Jogos Olímpicos de Inverno de 2018
A Bósnia e Herzegovina participou dos Jogos Olímpicos de Inverno de 2018, realizados na cidade de Pyeongchang, na Coreia do Sul. 
Foi a sétima aparição do país em Olimpíadas de Inverno desde que estreou nos Jogos de 1994, em Lillehammer. Esteve representado por quatro atletas que competiram no esqui cross-country e no esqui alpino.

## Desempenho

### Esqui alpino
Feminino
| Atleta              | Evento         | Descida 1 | Descida 2 | Total   | Pos. |
| ------------------- | -------------- | --------- | --------- | ------- | ---- |
| Elvedina Muzaferija | Downhill       |           |           | 1:46.80 | 31º  |
| Elvedina Muzaferija | Slalom         | DNF       | DNF       | DNF     | DNF  |
| Elvedina Muzaferija | Slalom gigante | 1:19.33   | 1:15.57   | 2:34.90 | 44º  |
| Elvedina Muzaferija | Super-G        |           |           | 1:27.97 | 42º  |

Masculino
| Atleta      | Evento         | Descida 1 | Descida 2 | Total | Pos. |
| ----------- | -------------- | --------- | --------- | ----- | ---- |
| Emir Lokmić | Slalom         | DNF       | DNF       | DNF   | DNF  |
| Emir Lokmić | Slalom gigante | 1:14.55   | DNF       | DNF   | DNF  |

### Esqui cross-country
Feminino
| Atleta        | Evento      | Final   | Final |
| Atleta        | Evento      | Tempo   | Pos.  |
| ------------- | ----------- | ------- | ----- |
| Tanja Karišik | 10 km livre | 29:24.3 | 65º   |

Masculino
| Atleta            | Evento      | Final   | Final |
| Atleta            | Evento      | Tempo   | Pos.  |
| ----------------- | ----------- | ------- | ----- |
| Mladen Plakalović | 15 km livre | 38:27.7 | 76º   |

Legenda
| Recorde mundial      | Recorde mundial (World record)               |                       | Recorde africano                      | Recorde africano (African) |                                           | Q | Classificado por posição (Qualified) |
| Recorde olímpico     | Recorde olímpico (Olympic record)            | Recorde da América    | Recorde da América (Americas)         | q                          | Classificado por melhor tempo (Qualified) |   |                                      |
| Melhor marca do ano  | Melhor marca do ano (World leading)          | Recorde asiático      | Recorde asiático (Asian)              | DNS                        | Não largou (Did not start)                |   |                                      |
| Recorde nacional     | Recorde nacional (National record)           | Recorde europeu       | Recorde europeu (European)            | DNF                        | Não terminou (Did not finish)             |   |                                      |
| Recorde pessoal      | Recorde pessoal do atleta (Personal best)    | Recorde da Oceania    | Recorde da Oceania (Oceania)          | DSQ / DQ                   | Desclassificado (Disqualified)            |   |                                      |
| Recorde da temporada | Recorde da temporada do atleta (Season best) | Recorde sul-americano | Recorde sul-americano (South America) | NM                         | Sem marca (No mark)                       |   |                                      |